# Astiosoma rufifrons
Astiosoma rufifrons is een vliegensoort uit de familie van de Asteiidae. De wetenschappelijke naam van de soort is voor het eerst geldig gepubliceerd in 1927 door Duda.